# Посуело-де-Калатрава
Посуело-де-Калатрава (ісп. Pozuelo de Calatrava) — муніципалітет в Іспанії, у складі автономної спільноти Кастилія-Ла-Манча, у провінції Сьюдад-Реаль. Населення — 3064 особи (2010).
Муніципалітет розташований на відстані близько 170 км на південь від Мадрида, 11 км на південний схід від Сьюдад-Реаля.

## Демографія
Динаміка населення (INE ):

## Галерея зображень

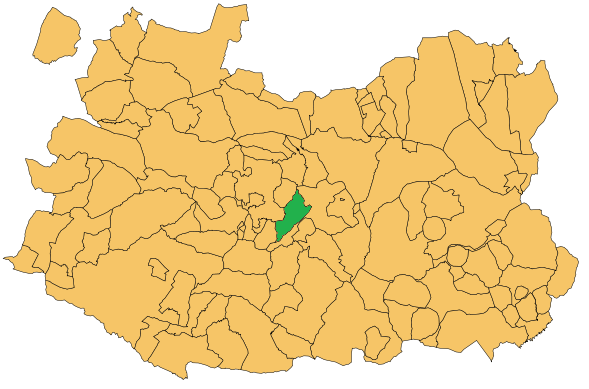
Розташування муніципалітету у провінції Сьюдад-Реаль